# Redland (Texas)
Redland è un census-designated place degli Stati Uniti d'America, situato nella contea di Angelina dello Stato del Texas. Secondo il censimento effettuato nel 2010 la popolazione ammontava a 1,047 unità.

## Geografia fisica
Redland è situato nella fascia nord-orientale di Angelina County, a 6 miglia (10 km) a nord di Lufkin, il capoluogo di contea. La U.S. Route 59, una strada a quattro corsie, attraversa la CDP, che porta a sud di Lufkin.
Secondo l'Ufficio del censimento degli Stati Uniti d'America la contea ha un'area totale di 4,1 miglia quadrate (10,70 km²), di cui 0,03 miglia quadrate (0,07 km²), o lo 0,62% sono costituiti dall'acqua.

## Società

### Evoluzione demografica
Secondo il censimento effettuato nel 2010 c'erano 1047 persone. La densità di popolazione era di 97.43 per chilometro quadrato. La composizione etnica della città era formata dal 61.32% di bianchi, il 21.97% di afroamericani, l'1.34% di nativi americani, lo 0.48% di asiatici, il 12.8% di altre razze, e il 2.1% di due o più etnie. Ispanici o latinos di qualunque razza erano il 22.92% della popolazione. Le donne erano 545 (52%), gli uomini 502 (48,0%). L'età media dei residenti era di 34.3 anni. Nel 2013 il reddito medio delle famiglie era di 42.750 dollari, quello pro capite 20.566 dollari.